# Vittnesskydd
Vittnesskydd är skydd som ges till ett vittne som hotats eller riskerar att hotas före, under, och efter en rättegång. Hot mot vittnen förekommer bland annat i rättegångar som rör organiserad brottslighet. Det juridiska begreppet som används är särskilt personsäkerhetsarbete. Regleringen på området är i Sverige en paragraf i polislagen (2 a §) och en förordning (2006:519) om särskilt personsäkerhetsarbete m.m. där den huvudsakliga regleringen finns. Begreppet särskilt personsäkerhetsarbete omfattar inte bara vittnen (s.k. bevispersoner) utan även anställda inom rättsväsendet och andra kan ges sådant skydd, även närstående. Det finns så kallade personsäkerhetsenheter vid Polismyndigheten som utreder och beslutar. 
Oftast utförs personsäkerhetsarbetet av Polismyndigheten. Kriminalvården kan ge sådant skydd för den som är intagen i anstalt. Utöver särskilt personsäkerhetsarbete - som ofta borde bestå i polisbevakning - kan vittnesskydd bestå i andra åtgärder. Till exempel skyddad identitet kan innebära hemlig adress eller skyddad folkbokföring. I vissa länder kan till och med namnbyte vara aktuellt (för Sverige, se fingerade personuppgifter). 
Vittnesskyddet anses ibland inte komplett och fullständigt. Vittnesskydd kan ge stora personliga problem, såsom att tvingas lämna sitt arbete eller skiljas från sina barn. Det kan uppstå problem med kommunala rättigheter såsom skola för barnen eftersom familjen inte är folkbokförd i rätt kommun och på rätt adress.
Generellt gäller att den som är åtalad i rättegång har rätt att veta identiteten på vittnen. Så är fallet i Sverige i nästan alla fall (kvalificerade skyddsidentiteter utgör ett undantag). Det gör vittnesskyddet begränsat.
Under höstriksdagen 2012 motionerades i riksdagen om förstärkt vittnesskydd, men motionen avslogs.